# Filozofie informace
Filozofie informace (PI) je obor filozofie, který se zabývá tématy souvisejícími se zpracováním informací, reprezentačním systémem a vědomím, kognitivní vědou, informatikou, informační vědou a informačními technologiemi.
Zahrnuje:
1. kritické zkoumání konceptuální povahy a základních principů informace, včetně její dynamiky, využití a věd.
2. vypracování a aplikaci informačně-teoretických a výpočetních metodologií na filozofické problémy.

## Historie
Filozofie informace (PI) se vyvinula z filozofie umělé inteligence, logiky informace, kybernetiky, sociální teorie, etiky a studia jazyka a informace.

### Logika informace
Logika informace, známá také jako logická teorie informace, uvažuje o informačním obsahu logických znaků a výrazů podle vzoru, který původně rozvinul Charles Sanders Peirce.

### Studium jazyka a informace
Pozdější příspěvky do tohoto oboru přinesli Fred Dretske, Jon Barwise, Brian Cantwell Smith a další.
Centrum pro studium jazyka a informací (CSLI) bylo založeno na Stanfordově univerzitě v roce 1983 filozofy, informatiky, lingvisty a psychology pod vedením Johna Perryho a Jona Barwise.

## Definice pojmu „informace“
Pojem informace byl definován několika teoretiky.
Teorie informace Charlese S. Peirce byla začleněna do jeho širší teorie symbolické komunikace, kterou nazval sémiotika, dnes hlavní součást sémiotiky. Pro Peirce informace integruje aspekty znaků a výrazů, které jsou odděleně zahrnuty pod pojmy denotace a extenze na jedné straně a konotace a porozumění na straně druhé.
Donald M. MacKay říká, že informace je rozlišení, které dělá rozdíl.
Podle Luciana Floridiho se jako „informace“ běžně označují čtyři druhy vzájemně slučitelných jevů:
- Informace o něčem (např. jízdní řád vlaku)
- Informace jako něco (např. DNA nebo otisky prstů)
- Informace pro něco (např. algoritmy nebo instrukce).
- Informace v něčem (např. vzor nebo omezení).

## Filozofické směry

### Výpočetní technika a filozofie
Nedávné[kdy?] tvůrčí pokroky a úsilí v oblasti výpočetní techniky, jako je sémantický web, ontologické inženýrství, znalostní inženýrství a moderní umělá inteligence, poskytují filozofii plodné myšlenky, nové a rozvíjející se předměty, metodologie a modely pro filozofické zkoumání. I když informatika přináší nové možnosti a výzvy pro tradiční filozofická studia a mění způsoby, jakými filozofové chápou základní pojmy filozofie, další významný pokrok v informatice by byl možný pouze tehdy, kdyby filozofie poskytla solidní základy pro oblasti, jako je bioinformatika, softwarové inženýrství, znalostní inženýrství a ontologie.
Klasická témata filozofie, konkrétně mysl, vědomí, zkušenost, uvažování, poznání, pravda, morálka a tvořivost, se rychle stávají běžným předmětem zájmu a ohniskem zkoumání v informatice, např. v oblastech, jako jsou agentové výpočty, softwaroví agenti a technologie inteligentních mobilních agentů.[zdroj⁠?!]
Podle Luciana Floridiho lze uvažovat o několika způsobech aplikace výpočetních metod na filozofické otázky:
1. Konceptuální experimenty in silico: Jako inovativní rozšíření starobylé tradice myšlenkových experimentů se ve filozofii objevil trend aplikovat výpočetní modelovací schémata na otázky z logiky, epistemologie, filozofie vědy, filozofie biologie, filozofie mysli atd.
2. Pancomputationalism: V tomto pojetí jsou výpočetní a informační koncepty považovány za tak mocné, že při správné úrovni abstrakce lze cokoli na světě modelovat a reprezentovat jako výpočetní systém a jakýkoli proces lze výpočetně simulovat. Pak ovšem před pankomputationalisty stojí nelehký úkol poskytnout věrohodné odpovědi na následující dvě otázky:

- Jak se lze vyhnout tomu, aby se všechny rozdíly mezi systémy setřely?
- Co by to znamenalo, kdyby zkoumaný systém nebyl informačním systémem (nebo výpočetním systémem, pokud je výpočet totéž co zpracování informace)?